# Capergnanica
Capergnanica ist eine norditalienische Gemeinde (comune) mit 2139 Einwohnern (Stand 31. Dezember 2023) in der Provinz Cremona in der Lombardei. Die Gemeinde liegt etwa 30 Kilometer nordwestlich von Cremona und etwa vier Kilometer südwestlich von Crema.

## Verkehr
Die Gemeinde wird im Norden und Nordosten durch die frühere Strada Statale 415 Paullese von Paullo nach Cremona begrenzt.